# Classe Bouvines
Pour les articles homonymes, voir Bouvines.
La classe Bouvines est une classe de deux cuirassés garde-côtes construits pour la Marine française dans les années 1890. Avec la classe Valmy, il s'agit de la dernière classe de ce genre construite en France.

## Conception
Avec la classe Valmy, la classe Bouvines marque un retour des cuirassés dits « garde-côtes ». Ils ont l'aspect de petits cuirassés, et leur taille se rapproche de celle des cuirassés de 2e rang. Le Bouvines et l'Amiral Tréhouart ont un armement principal constitué de deux canons de 305 mm modèle 1887 : une tourelle à l'avant, une autre à l'arrière. Ils disposent de plus de huit canons de 100 mm modèle 1892 à tir rapide. Longs de 89,38 mètres et larges de 17,78 mètres, ils peuvent atteindre une vitesse de 17 nœuds (31,5 kilomètres par heure) grâce à leurs deux machines horizontales à triple expansion, alimentées par 16 chaudières d'Allest-Lagrafel. Leur tirant d'eau de 7,30 m est quant à lui considéré comme excessif pour l'usage auquel ces navires sont destinés.

## Unités de la classe
| Nom              | Chantier                               | Quille            | Lancement    | Mise en service | Destin                                                                |
| ---------------- | -------------------------------------- | ----------------- | ------------ | --------------- | --------------------------------------------------------------------- |
| Bouvines         | Forges et Chantiers de la Méditerranée | 30 septembre 1890 | 29 mars 1892 | 15 octobre 1894 | Rayé des listes en 1918 puis vendu                                    |
| Amiral Tréhouart | Arsenal de Lorient                     | octobre 1890      | mai 1893     | mai 1896        | Navire-base pour sous-marins en 1914, vendu en 1920 et démoli en 1922 |